# Gare de Haiki
La gare de Haiki (早岐駅, Haiki-eki) est une gare ferroviaire de la ville de Sasebo, dans la préfecture de Nagasaki au Japon. Elle est gérée par la compagnie JR Kyushu.

## Situation ferroviaire
La gare est située au point kilométrique (PK) 39,9 de la ligne Sasebo. Elle marque le début de la ligne Ōmura.

## Histoire
La gare a été inaugurée le 10 juillet 1897 sous le nom de gare de Takeo. Elle prend son nom actuel en 1975.

## Service des voyageurs

### Accueil
La gare dispose d'un bâtiment voyageurs, avec guichets, ouvert tous les jours.

### Desserte
- Ligne Sasebo :
  - voie 1, 2, 4 et 5 : direction Sasebo
  - voies 2, 4 et 5 : direction Saga, Shin-Tosu et Hakata
- Ligne Ōmura :
  - voies 2, 4 et 5 : direction Huis Ten Bosch et Nagasaki